# Trégarvan
Trégarvan är en kommun i departementet Finistère i regionen Bretagne i västra Frankrike. Kommunen ligger i kantonen Châteaulin som tillhör arrondissementet Châteaulin. År 2022 hade Trégarvan 127 invånare.

## Befolkningsutveckling
Antalet invånare i kommunen Trégarvan
Referens:INSEE